# كريس فان هيردن
كريس فان هيردن (بالإنجليزية: Chris van Heerden)‏ مواليد 19 يونيو 1987 في جوهانسبرغ، هو ملاكم محترف جنوب أفريقي يصنف ضمن فئة وزن الوسط بدأ مسيرته الاحترافية سنة 2006 حيث انتصر في نزاله الأول.

## المسيرة الاحترافية
من نزالاته:
- خسر أمام إيرول سبنس بالضربة الفنية القاضية (11-09-2015).
- انتصر على ماثيو هاتون (02-03-2013).
- انتصر على سباستيان أندريس لوخان (16-06-2012).
- انتصر على كايزر مابوزا (24-09-2011).
- خسر أمام نيكولا ستيفانوفيتش (29-05-2010).

## إحصائيات
خاض خلال مسيرته 28 نزالا، فاز في 25 وتعادل في 1 وخسر في 2. فاز بالضربة القاضية في 12 نزالا.

## روابط خارجية
- كريس فان هيردن على موقع بوكس ريك (الإنجليزية) (registration required)